# Jean-Claude Houdinière
Jean-Claude Houdinière né le 12 mai 1938 est un acteur de cinéma, de télévision et un entrepreneur de spectacles français.

## Biographie
Après des études au lycée Henri-IV à Paris il entre au Conservatoire national supérieur d'art dramatique. Il apparait à la télévision dans des dramatiques et dans l'émission Au théâtre ce soir. Au début des années 1970 il joue au cinéma notamment avec Robert Lamoureux. En 1972 il fonde avec Jacques Rosny, Loïc Vollard une société de diffusion théâtrale les nouvelles productions théâtrales rebaptisée en 1978 théâtre actuel et en 1994 atelier - théâtre actuel. 
Il fut pendant quelques années président  de l'association professionnelle et artistique du théâtre (APAT) qui  organisa de 1987 à 2010 la Nuit des Molières. Ancien président du SNES (syndicat national des entrepreneurs de spectacle).
Au début des années 1970 il apparait dans une publicité télévisée assis derrière une table pour promouvoir une banque française avec un slogan qui à l'époque fit grand bruit « pour parler franchement, votre argent m'intéresse ».

## Filmographie

### Cinéma
- 1982 : Le Braconnier de Dieu de Jean-Pierre Darras
- 1980 : La Puce et le Privé de Roger Kay
- 1973 : Mais où est donc passée la septième compagnie ? de Robert Lamoureux

### Télévision
- 1963 : Une affaire de famille (Les Cinq Dernières Minutes no 29), de Jean-Pierre Marchand
- 1966 : Marie Tudor dirigé par Abel Gance
- 1977 : Dossier danger immédiat (Épisode "En verre et contre tous") de Claude Barma